# Thyridia hippodamia
Thyridia hippodamia är en fjärilsart som beskrevs av Fabricius 1775. Thyridia hippodamia ingår i släktet Thyridia och familjen praktfjärilar. Inga underarter finns listade i Catalogue of Life.